# Paul Arriola
Paul Joseph Arriola Hendricks (San Diego, 5 febbraio 1995) è un calciatore statunitense, attaccante o centrocampista del Seattle Sounders.

## Biografia
Nato negli Stati Uniti, è di origini messicane.

## Caratteristiche tecniche
Ala destra, esplosiva e rapida, dotato di un'eccellente tecnica individuale e una discreta rapidità, insidioso nell'uno contro uno e pericoloso in contropiede, viene schierato anche a sinistra per sfruttare la sua capacità di rientrare o accentrarsi per calciare col piede destro, suo piede preferito. Nonostante il baricentro basso è ben strutturato fisicamente e possiede una notevole forza fisica che lo rende indispensabile in fase difensiva negli ultimi minuti di gara e che lo rende, come dimostrato ai tempi dell'FC Dallas, adattabile anche come terzino destro o anche come mezzala. Pecca per eccessiva irruenza (34 cartellini in carriera per adesso) e per la foga si cercare sempre la soluzione più difficile, ciò lo porta a sbagliare molti passaggi corti all'occorrenza semplici

## Carriera

### Club
Il 1º febbraio 2021 passa in prestito allo Swansea City. Il 31 marzo seguente, dopo sole 2 presenze, fa ritorno al D.C. United a seguito di uno stiramento alla coscia.
Rimane al club di Washington sino al 26 gennaio 2022, giorno in cui viene ceduto all'FC Dallas.
Il 13 gennaio 2025 viene ceduto a titolo definitivo al Seattle Sounders, con cui firma un accordo triennale.

## Statistiche

### Presenze e reti nei club
Statistiche aggiornate al 1º marzo 2025.
| Stagione                | Squadra                 | Campionato              | Campionato | Campionato | Coppe nazionali | Coppe nazionali | Coppe nazionali | Coppe continentali | Coppe continentali | Coppe continentali | Altre coppe | Altre coppe | Altre coppe | Totale | Totale |
| Stagione                | Squadra                 | Comp                    | Pres       | Reti       | Comp            | Pres            | Reti            | Comp               | Pres               | Reti               | Comp        | Pres        | Reti        | Pres   | Reti   |
| ----------------------- | ----------------------- | ----------------------- | ---------- | ---------- | --------------- | --------------- | --------------- | ------------------ | ------------------ | ------------------ | ----------- | ----------- | ----------- | ------ | ------ |
| 2013-2014               | Club Tijuana            | LMX                     | 20         | 1          | CM              | 0               | 0               | CCL                | 5                  | 2                  | -           | -           | -           | 25     | 3      |
| 2014-2015               | Club Tijuana            | LMX                     | 5          | 0          | CM              | 8               | 0               | -                  | -                  | -                  | -           | -           | -           | 13     | 0      |
| 2015-2016               | Club Tijuana            | LMX                     | 26         | 1          | CM              | 11              | 2               | -                  | -                  | -                  | -           | -           | -           | 37     | 3      |
| 2016-2017               | Club Tijuana            | LMX                     | 31         | 2          | CM              | 8               | 2               | -                  | -                  | -                  | -           | -           | -           | 39     | 4      |
| lug.-ago. 2017          | Club Tijuana            | LMX                     | 1          | 0          | CM              | 1               | 1               | -                  | -                  | -                  | -           | -           | -           | 2      | 1      |
| Totale Club Tijuana     | Totale Club Tijuana     | Totale Club Tijuana     | 83         | 4          |                 | 28              | 5               |                    | 5                  | 2                  |             | -           | -           | 116    | 11     |
| ago.-nov. 2017          | D.C. United             | MLS                     | 11         | 1          | USOC            | -               | -               | -                  | -                  | -                  | -           | -           | -           | 11     | 1      |
| 2018                    | D.C. United             | MLS                     | 28+1       | 7+0        | USOC            | 1               | 0               | -                  | -                  | -                  | -           | -           | -           | 30     | 7      |
| 2019                    | D.C. United             | MLS                     | 29+1       | 6+0        | USOC            | 0               | 0               | -                  | -                  | -                  | -           | -           | -           | 30     | 6      |
| 2020                    | D.C. United             | MLS                     | 1          | 0          | -               | -               | -               | -                  | -                  | -                  | MiB         | -           | -           | 1      | 0      |
| feb.-mar. 2021          | Swansea City            | FLC                     | 2          | 0          | FACup           | 1               | 0               | -                  | -                  | -                  | -           | -           | -           | 3      | 0      |
| 2021                    | D.C. United             | MLS                     | 20         | 6          | -               | -               | -               | -                  | -                  | -                  | -           | -           | -           | 20     | 6      |
| Totale D.C. United      | Totale D.C. United      | Totale D.C. United      | 89+2       | 20         |                 | 1               | 0               |                    | -                  | -                  |             | -           | -           | 92     | 20     |
| 2022                    | FC Dallas               | MLS                     | 32+2       | 10+0       | USOC            | 0               | 0               | -                  | -                  | -                  | -           | -           | -           | 34     | 10     |
| 2023                    | FC Dallas               | MLS                     | 22+3       | 2+1        | USOC            | 0               | 0               | -                  | -                  | -                  | LC          | 3           | 0           | 28     | 3      |
| 2024                    | FC Dallas               | MLS                     | 31         | 5          | USOC            | 1               | 0               | -                  | -                  | -                  | LC          | 2           | 0           | 34     | 5      |
| Totale Seattle Sounders | Totale Seattle Sounders | Totale Seattle Sounders | 85+5       | 17+1       |                 | 1               | 0               |                    | -                  | -                  |             | 5           | 0           | 96     | 18     |
| 2025                    | Seattle Sounders        | MLS                     | 2          | 0          | -               | -               | -               | CCC                | 4                  | 2                  | Cmc         | -           | -           | 6      | 2      |
| Totale carriera         | Totale carriera         | Totale carriera         | 268        | 42         |                 | 31              | 5               |                    | 9                  | 4                  |             | 5           | 0           | 313    | 51     |

### Cronologia presenze e reti in nazionale
| Cronologia completa delle presenze e delle reti in nazionale ― Stati Uniti | Cronologia completa delle presenze e delle reti in nazionale ― Stati Uniti | Cronologia completa delle presenze e delle reti in nazionale ― Stati Uniti | Cronologia completa delle presenze e delle reti in nazionale ― Stati Uniti | Cronologia completa delle presenze e delle reti in nazionale ― Stati Uniti | Cronologia completa delle presenze e delle reti in nazionale ― Stati Uniti | Cronologia completa delle presenze e delle reti in nazionale ― Stati Uniti | Cronologia completa delle presenze e delle reti in nazionale ― Stati Uniti |
| Data                                                                       | Città                                                                      | In casa                                                                    | Risultato                                                                  | Ospiti                                                                     | Competizione                                                               | Reti                                                                       | Note                                                                       |
| -------------------------------------------------------------------------- | -------------------------------------------------------------------------- | -------------------------------------------------------------------------- | -------------------------------------------------------------------------- | -------------------------------------------------------------------------- | -------------------------------------------------------------------------- | -------------------------------------------------------------------------- | -------------------------------------------------------------------------- |
| 22-5-2016                                                                  | Bayamón                                                                    | Porto Rico                                                                 | 1 – 3                                                                      | Stati Uniti                                                                | Amichevole                                                                 | 1                                                                          |                                                                            |
| 6-9-2016                                                                   | Jacksonville                                                               | Stati Uniti                                                                | 4 – 0                                                                      | Trinidad e Tobago                                                          | Qual. Mondiali 2018                                                        | 1                                                                          | 66’                                                                        |
| 7-10-2016                                                                  | L'Avana                                                                    | Cuba                                                                       | 0 – 2                                                                      | Stati Uniti                                                                | Amichevole                                                                 | -                                                                          | 69’                                                                        |
| 28-3-2017                                                                  | Panama                                                                     | Panama                                                                     | 1 – 1                                                                      | Stati Uniti                                                                | Qual. Mondiali 2018                                                        | -                                                                          | 83’                                                                        |
| 11-6-2017                                                                  | Città del Messico                                                          | Messico                                                                    | 1 – 1                                                                      | Stati Uniti                                                                | Qual. Mondiali 2018                                                        | -                                                                          | 56’ 64’                                                                    |
| 1-7-2017                                                                   | East Rutherford                                                            | Stati Uniti                                                                | 2 – 1                                                                      | Ghana                                                                      | Amichevole                                                                 | -                                                                          | 72’                                                                        |
| 13-7-2017                                                                  | Tampa                                                                      | Stati Uniti                                                                | 3 – 2                                                                      | Martinica                                                                  | Gold Cup 2017 - 1º turno                                                   | -                                                                          | 73’                                                                        |
| 16-7-2017                                                                  | East Rutherford                                                            | Nicaragua                                                                  | 0 – 3                                                                      | Stati Uniti                                                                | Gold Cup 2017 - 1º turno                                                   | -                                                                          | 62’                                                                        |
| 19-7-2017                                                                  | Filadelfia                                                                 | Stati Uniti                                                                | 2 – 0                                                                      | El Salvador                                                                | Gold Cup 2017 - Quarti di finale                                           | -                                                                          | 66’                                                                        |
| 22-7-2017                                                                  | Dallas                                                                     | Stati Uniti                                                                | 2 – 0                                                                      | Costa Rica                                                                 | Gold Cup 2017 - Semifinale                                                 | -                                                                          | 66’                                                                        |
| 26-7-2017                                                                  | Santa Clara                                                                | Giamaica                                                                   | 1 – 2                                                                      | Stati Uniti                                                                | Gold Cup 2017 - Finale                                                     | -                                                                          | 76’                                                                        |
| 2-9-2017                                                                   | Harrison                                                                   | Stati Uniti                                                                | 0 – 2                                                                      | Costa Rica                                                                 | Qual. Mondiali 2018                                                        | -                                                                          | 87’                                                                        |
| 5-9-2017                                                                   | San Pedro Sula                                                             | Honduras                                                                   | 1 – 1                                                                      | Stati Uniti                                                                | Qual. Mondiali 2018                                                        | -                                                                          | 61’                                                                        |
| 7-10-2017                                                                  | Orlando                                                                    | Stati Uniti                                                                | 4 – 0                                                                      | Panama                                                                     | Qual. Mondiali 2018                                                        | -                                                                          | 72’                                                                        |
| 10-10-2017                                                                 | Port of Spain                                                              | Trinidad e Tobago                                                          | 2 – 1                                                                      | Stati Uniti                                                                | Qual. Mondiali 2018                                                        | -                                                                          | 46’                                                                        |
| 29-1-2018                                                                  | Los Angeles                                                                | Stati Uniti                                                                | 0 – 0                                                                      | Bosnia ed Erzegovina                                                       | Amichevole                                                                 | -                                                                          | 46’                                                                        |
| 7-9-2018                                                                   | East Rutherford                                                            | Stati Uniti                                                                | 0 – 2                                                                      | Brasile                                                                    | Amichevole                                                                 | -                                                                          | 55’                                                                        |
| 28-1-2019                                                                  | Phoenix                                                                    | Stati Uniti                                                                | 3 – 0                                                                      | Panama                                                                     | Amichevole                                                                 | -                                                                          | 75’                                                                        |
| 2-2-2019                                                                   | San José                                                                   | Stati Uniti                                                                | 2 – 0                                                                      | Costa Rica                                                                 | Amichevole                                                                 | 1                                                                          |                                                                            |
| 21-3-2019                                                                  | Orlando                                                                    | Stati Uniti                                                                | 1 – 0                                                                      | Ecuador                                                                    | Amichevole                                                                 | -                                                                          | 56’ 77’                                                                    |
| 26-3-2019                                                                  | Houston                                                                    | Stati Uniti                                                                | 1 – 1                                                                      | Cile                                                                       | Amichevole                                                                 | -                                                                          | 66’                                                                        |
| 6-6-2019                                                                   | Washington                                                                 | Stati Uniti                                                                | 0 – 1                                                                      | Giamaica                                                                   | Amichevole                                                                 | -                                                                          | 72’                                                                        |
| 10-6-2019                                                                  | Cincinnati                                                                 | Stati Uniti                                                                | 0 – 3                                                                      | Venezuela                                                                  | Amichevole                                                                 | -                                                                          |                                                                            |
| 19-6-2019                                                                  | Saint Paul                                                                 | Stati Uniti                                                                | 4 – 0                                                                      | Guyana                                                                     | Gold Cup 2019 - 1º turno                                                   | 1                                                                          |                                                                            |
| 23-6-2019                                                                  | Cleveland                                                                  | Stati Uniti                                                                | 6 – 0                                                                      | Trinidad e Tobago                                                          | Gold Cup 2019 - 1º turno                                                   | 1                                                                          |                                                                            |
| 30-6-2019                                                                  | Filadelfia                                                                 | Stati Uniti                                                                | 1 – 0                                                                      | Curaçao                                                                    | Gold Cup 2019 - Quarti di finale                                           | -                                                                          |                                                                            |
| 3-7-2019                                                                   | Nashville                                                                  | Giamaica                                                                   | 1 – 3                                                                      | Stati Uniti                                                                | Gold Cup 2019 - Semifinale                                                 | -                                                                          | 88’                                                                        |
| 7-7-2019                                                                   | Chicago                                                                    | Messico                                                                    | 1 – 0                                                                      | Stati Uniti                                                                | Gold Cup 2019 - Finale                                                     | -                                                                          |                                                                            |
| 11-10-2019                                                                 | Washington                                                                 | Stati Uniti                                                                | 7 – 0                                                                      | Cuba                                                                       | CONCACAF Nations League 2019-2020 - 2º turno                               | -                                                                          | 46’                                                                        |
| 15-10-2019                                                                 | Toronto                                                                    | Canada                                                                     | 2 – 0                                                                      | Stati Uniti                                                                | CONCACAF Nations League 2019-2020 - 2º turno                               | -                                                                          | 70’                                                                        |
| 16-11-2019                                                                 | Orlando                                                                    | Stati Uniti                                                                | 4 – 1                                                                      | Canada                                                                     | CONCACAF Nations League 2019-2020 - 2º turno                               | -                                                                          |                                                                            |
| 20-11-2019                                                                 | George Town                                                                | Cuba                                                                       | 0 – 4                                                                      | Stati Uniti                                                                | CONCACAF Nations League 2019-2020 - 2º turno                               | -                                                                          |                                                                            |
| 1-2-2020                                                                   | Los Angeles                                                                | Stati Uniti                                                                | 1 – 0                                                                      | Costa Rica                                                                 | Amichevole                                                                 | -                                                                          |                                                                            |
| 10-12-2020                                                                 | Fort Lauderdale                                                            | Stati Uniti                                                                | 6 – 0                                                                      | El Salvador                                                                | Amichevole                                                                 | 1                                                                          | 58’                                                                        |
| 1-2-2021                                                                   | Orlando                                                                    | Stati Uniti                                                                | 7 – 0                                                                      | Trinidad e Tobago                                                          | Amichevole                                                                 | 2                                                                          | 65’                                                                        |
| 12-7-2021                                                                  | Kansas City                                                                | Stati Uniti                                                                | 1 – 0                                                                      | Haiti                                                                      | Gold Cup 2021 - 1º turno                                                   | -                                                                          | 14’                                                                        |
| 25-7-2021                                                                  | Arlington                                                                  | Stati Uniti                                                                | 1 – 0                                                                      | Giamaica                                                                   | Gold Cup 2021 - Quarti di finale                                           | -                                                                          | 63’                                                                        |
| 29-7-2021                                                                  | Austin                                                                     | Qatar                                                                      | 0 – 1                                                                      | Stati Uniti                                                                | Gold Cup 2021 - Semifinale                                                 | -                                                                          |                                                                            |
| 1-8-2021                                                                   | Paradise                                                                   | Stati Uniti                                                                | 1 – 0 dts                                                                  | Messico                                                                    | Gold Cup 2021 - Finale                                                     | -                                                                          | 87’                                                                        |
| 7-10-2021                                                                  | Austin                                                                     | Stati Uniti                                                                | 2 – 0                                                                      | Giamaica                                                                   | Qual. Mondiali 2022                                                        | -                                                                          |                                                                            |
| 10-10-2021                                                                 | Panama                                                                     | Panama                                                                     | 1 – 0                                                                      | Stati Uniti                                                                | Qual. Mondiali 2022                                                        | -                                                                          | 46’                                                                        |
| 16-11-2021                                                                 | Kingston                                                                   | Giamaica                                                                   | 1 – 1                                                                      | Stati Uniti                                                                | Qual. Mondiali 2022                                                        | -                                                                          | 78’                                                                        |
| 30-1-2022                                                                  | Hamilton                                                                   | Canada                                                                     | 2 – 0                                                                      | Stati Uniti                                                                | Qual. Mondiali 2022                                                        | -                                                                          | 76’                                                                        |
| 27-3-2022                                                                  | Orlando                                                                    | Stati Uniti                                                                | 5 – 1                                                                      | Panama                                                                     | Qual. Mondiali 2022                                                        | 1                                                                          | 46’                                                                        |
| 5-6-2022                                                                   | Kansas City                                                                | Stati Uniti                                                                | 0 – 0                                                                      | Uruguay                                                                    | Amichevole                                                                 | -                                                                          | 46’                                                                        |
| 11-6-2022                                                                  | Austin                                                                     | Stati Uniti                                                                | 5 – 0                                                                      | Grenada                                                                    | CONCACAF Nations League 2022-2023 - 1º turno                               | 1                                                                          |                                                                            |
| 14-6-2022                                                                  | San Salvador                                                               | El Salvador                                                                | 1 – 1                                                                      | Stati Uniti                                                                | CONCACAF Nations League 2022-2023 - 1º turno                               | -                                                                          | 62’ 70’                                                                    |
| 27-9-2022                                                                  | Murcia                                                                     | Arabia Saudita                                                             | 0 – 0                                                                      | Stati Uniti                                                                | Amichevole                                                                 | -                                                                          | 30’                                                                        |
| 26-1-2023                                                                  | Los Angeles                                                                | Stati Uniti                                                                | 1 – 2                                                                      | Serbia                                                                     | Amichevole                                                                 | -                                                                          | 73’                                                                        |
| 29-1-2023                                                                  | Carson                                                                     | Stati Uniti                                                                | 0 – 0                                                                      | Colombia                                                                   | Amichevole                                                                 | -                                                                          | 65’                                                                        |
| Totale                                                                     |                                                                            | Presenze                                                                   | 50                                                                         |                                                                            | Reti                                                                       | 10                                                                         |                                                                            |

## Palmarès

### Nazionale
- Gold Cup: 2

Stati Uniti 2017, Stati Uniti 2021